# Stewart Robertson
Stewart Robertson (Glasgow, 22 maggio 1948 – 19 febbraio 2024) è stato un direttore d'orchestra e pianista britannico.

## Biografia
Stewart Robertson nacque a Glasgow il 22 maggio 1948.
Frequentò la Royal Scottish Academy of Music e l'Università di Bristol. Studiò pianoforte a Londra con Dennis Mathews, direzione d'orchestra al Mozarteum di Salisburgo con Otmar Suitner e all'Università di Vienna con Hans Swarowsky.
Fu il più giovane direttore ospite dell'Opera di Colonia dopo Herbert von Karajan. Ricoprì il ruolo di direttore musicale del Balletto di Zurigo e della Scottish Opera Touring Company. Diresse la New York City Opera negli spettacoli trasmessi in diretta dal Lincoln Center.
Oltre ad essere un attivo pianista, fu autore e presentatore di programmi televisivi dedicati alla musica, trasmessi dalla National Public Radio, dal Public Broadcasting System, dalla BBC e dalla radiotelevisione della Svizzera Italiana.
Robertson fu direttore musicale della Glimmerglass Opera di Cooperstown, nello Stato di New York, dal 1988 al 2006. Dal 1998 al 2009 lavorò come direttore artistico e direttore principale della Florida Grand Opera di Miami. Fu docente di studi orchestrali presso la Florida International University. Dal 2005 fu direttore dell'Atlantic Classical Orchestra in Florida. 
Dal 2005 al 2008 fu direttore artistico e direttore principale dell'Opera Omaha.
Ricevette una nomination per il Grammy 2007 nella categoria "Miglior incisione operistica" per la sua direzione del The Mines of Sulfur di Sir Richard Rodney Bennett.
Morì il 19 febbraio 2024 all'età di 75 anni.